# بيدفونت
بيدفونت هي مقاطعة تقع في هاونزلو، لندن، لندن الكبرى، إنجلترا.